# Cantonul Macouba
Cantonul Macouba este un canton din arondismentul La Trinité, Martinica, Franța.

## Comune
| Comune        | Populație (1999) | Cod poștal | Cod INSEE |
| ------------- | ---------------- | ---------- | --------- |
| Grand'Rivière | 531              | 97218      | 97211     |
| Macouba       | 1.119            | 97218      | 97215     |